# Växjö, Eksjö och Vimmerby valkrets
Växjö, Eksjö och Vimmerby valkrets var en egen valkrets med ett mandat vid riksdagsvalen till andra kammaren åren 1866-1875. Valkretsen omfattade städerna Växjö, Eksjö och Vimmerby men inte den omgivande landsbygden. Inför valet 1878 utvidgades valkretsen till Växjö, Eksjö, Vimmerby och Borgholms valkrets.

## Riksdagsmän
- Fredrik Ekerot (1867–1869)
- Abraham Rundbäck, c (1870–1878)